# قاضيان (ترتر)
قاضيان (بالأذرية: Qazyan) هي قرية وبلدية في مقاطعة ترتر في أذربيجان. يبلغ سكانها 784 نسمة.